# Skyler Gisondo
Skyler Gisondo (Palm Beach, 22 luglio 1996) è un attore statunitense.

## Biografia
I suoi genitori, Stacey Berke e Ron Gisondo, sono entrambi ingegneri navali. Di origini per un quarto italiane e per tre ebraiche, Gisondo comincia a recitare all'età di sette anni, ricoprendo ruoli da guest star in numerose serie TV, fino a vincere nel 2009 uno Young Artist Award come miglior giovane attore televisivo per il suo primo ruolo regolare, quello di Bryan Pearson, uno dei figli del protagonista, nella sitcom The Bill Engvall Show, dove recita al fianco degli attori bambini Graham Patrick Martin e Jennifer Lawrence.
Dal 2010 al 2012 ricopre il ruolo ricorrente del protagonista Shawn Spencer da bambino nella serie Psych. Al cinema, dove aveva esordito nel 2007 con un ruolo nel rifacimento di Halloween, recita prevalentemente in commedie ed è uno dei fratelli di Gwen Stacy nei due film di The Amazing Spider-Man. Dal 2017 al 2019 interpreta il ruolo regolare di Eric nella serie Netflix Santa Clarita Diet, per la quale ha dovuto interrompere i suoi studi alla University of Southern California.

## Filmografia

### Attore

#### Cinema
- Jam, regia di Craig E. Serling (2006)
- Halloween - The Beginning (Halloween), regia di Rob Zombie (2007)
- Walk Hard - La storia di Dewey Cox (Walk Hard: The Dewey Cox Story), regia di Jake Kasdan (2007)
- For Heaven's Sake, regia di Nat Christian (2008)
- Tutti insieme inevitabilmente (Four Christmases), regia di Seth Gordon (2008)
- I tre marmittoni (The Three Stooges), regia di Peter e Bobby Farrelly (2012)
- The Amazing Spider-Man, regia di Marc Webb (2012)
- The Amazing Spider-Man 2 - Il potere di Electro (The Amazing Spider-Man 2), regia di Marc Webb (2014)
- Notte al museo - Il segreto del faraone (Night at the Museum: Secret of the Tomb), regia di Shawn Levy (2014)
- Come ti rovino le vacanze (Vacation), regia di John Francis Daley e Jonathan Goldstein (2015)
- Hard Sell, regia di Sean Nalaboff (2016)
- Class Rank, regia di Eric Stoltz (2017)
- Time After Time (Time Freak), regia di Andrew Bowler (2018)
- La rivincita delle sfigate (Booksmart), regia di Olivia Wilde (2019)
- The Cat and the Moon , regia di Alex Wolff (2019)
- Amore, Natale e... baccalà (Feast of the Seven Fishes), regia di Robert Tinnell (2019)
- The Social Dilemma, regia di Jeff Orlowski (2020)
- The Binge, regia di Jeremy Garelick (2020)
- Il nido dello storno (The Starling), regia di Theodore Melfi (2021)
- Licorice Pizza, regia di Paul Thomas Anderson (2021)
- Superman, regia di James Gunn (2025) - Jimmy Olsen

#### Televisione
- Miss Match – serie TV, episodio 1x15 (2003)
- Huff – serie TV, episodio 1x09 (2005)
- Tutti amano Raymond (Everybody Loves Raymond) – serie TV, episodio 9x11 (2005)
- Le cose che amo di te (What I Like About You) – serie TV, episodio 3x22 (2005)
- Detective Monk (Monk) – serie TV, episodio 4x03 (2005)
- Cold Case - Delitti irrisolti (Cold Case) – serie TV, episodio 3x08 (2005)
- Squadra Med - Il coraggio delle donne (Strong Medicine) – serie TV, episodio 6x17 (2005)
- Criminal Minds – serie TV, episodio 1x12 (2006)
- Dr. House - Medical Division (House, M.D.) – serie TV, episodio 3x02 (2006)
- E.R. - Medici in prima linea (ER) – serie TV, episodi 12x22-13x01 (2006)
- Drake & Josh – serie TV, episodio 4x07 (2006)
- CSI - Scena del crimine (CSI: Crime Scene Investigation) – serie TV, episodio 7x11 (2007)
- The Bill Engvall Show – serie TV, 30 episodi (2007-2009)
- Terminator: The Sarah Connor Chronicles – serie TV, episodio 1x09 (2008)
- My Name Is Earl – serie TV, episodio 3x15 (2008)
- CSI: NY – serie TV, episodio 5x15 (2009)
- Eastwick – serie TV, episodi 1x11-1x13 (2009-2010)
- Hawthorne - Angeli in corsia (Hawthorne) – serie TV, episodio 2x05 (2010)
- Psych – serie TV, 10 episodi (2010-2012)
- House of Lies – serie TV, episodio 2x04 (2013)
- C'era una volta (Once Upon a Time) – serie TV, episodio 3x05 (2013)
- Wet Hot American Summer: Ten Years Later – miniserie TV, puntate 02-03-05 (2017)
- Santa Clarita Diet – serie TV, 30 episodi (2017-2019)
- The Righteous Gemstones – serie TV, 14 episodi (2019-in corso)
- Curb Your Enthusiasm – serie TV, episodio 10x07 (2020)
- The Resort – serie TV, 8 episodi (2022)

### Doppiatore
- Air Buddies - Cuccioli alla riscossa (Air Buddies), regia di Robert Vince (2006)
- Supercuccioli sulla neve (Snow Buddies), regia di Robert Vince (2008)
- American Dad! – serie animata, episodi 4x15-6x09 (2008-2009)
- Supercuccioli nello spazio (Space Buddies), regia di Robert Vince (2009)
- Supercuccioli a Natale - Alla ricerca di Zampa Natale (Santa Buddies), regia di Robert Vince (2009)
- Supercuccioli - Un'avventura da paura! (Spooky Buddies), regia di Robert Vince (2011)
- Supercuccioli a caccia di tesori (Treasure Buddies), regia di Robert Vince (2012)
- Close Enough – serie animata, episodio 1x06 (2020)
- Fairfax – serie animata, 16 episodi (2021-in corso)
- The Quarry – videogioco (2022)

## Premi e riconoscimenti
- Young Artist Awards
  - 2007 - Candidatura al miglior giovane attore guest star in una serie televisiva per l'episodio 3x02 di Dr. House - Medical Division
  - 2009 - Premio speciale al migliore giovane attore in una serie televisiva per The Bill Engvall Show[3]
  - 2009 - Candidatura al miglior giovane attore non protagonista in una serie televisiva per The Bill Engvall Show
  - 2010 - Candidatura al miglior giovane attore non protagonista in una serie televisiva per The Bill Engvall Show
  - 2012 - Miglior giovane cast in un film direct-to-video per Supercuccioli - Un'avventura da paura

## Doppiatori italiani
Nelle versioni in italiano delle opere in cui ha recitato, Skyler Gisondo è stato doppiato da:
- Manuel Meli in Dr. House - Medical Division, Notte al museo - Il segreto del faraone
- Alex Polidori in Halloween - The Beginning, C'era una volta
- Andrea Di Maggio in Come ti rovino le vacanze, Wet Hot American Summer: Ten Years Later
- Alessandro Campaiola in The Binge, Licorice Pizza
- Ruggero Valli in Supercuccioli - Un'avventura da paura![4]
- Arturo Valli ne I tre marmittoni
- Federico Bebi in Santa Clarita Diet
- Daniele Raffaeli in La rivincita delle sfigate
- Francesco Silella ne Il nido dello storno
- Stefano Broccoletti in The Resort
- Davide Perino in Superman

Da doppiatore è sostituito da:
- Gaia Bolognesi in Supercuccioli sulla neve[5], Supercuccioli nello spazio[6], Supercuccioli a Natale - Alla ricerca di Zampa Natale[7], Supercuccioli - Un'avventura da paura![4], Supercuccioli a caccia di tesori[8]
- Alex Polidori in Fairfax
- Jacopo Calatroni in The Quarry